# Las Cruces (Vegadeo)
Las Cruces (oficialmente en asturiano As Cruces) es una pequeña aldea situada en el municipio asturiano de Vegadeo. Actualmente su población se reduce a dieciséis personas distribuidas en cuatro familias.
Se encuentra localizada entre las poblaciones de Villameitide, Estelo, Montouto y La Coba.
- Datos: Q2839067